# Condado de Pender
El condado de Pender (en inglés: Pender County, North Carolina), fundado en 1875, es uno de los 100 condados del estado estadounidense de Carolina del Norte. En el año 2000 tenía una población de 41 082 habitantes con densidad poblacional de 161 personas por km². La sede del condado es Burgaw.

## Geografía
Según la Oficina del Censo, el condado tiene un área total de 2416 km² (932,8 mi²), de la cual 2256 km² (871 mi²) es tierra y 36 km² (13,9 mi²) es agua.

### Municipios
El condado se divide en diez municipios: Municipio de Burgaw, Municipio de Canetuck, Municipio de Caswell, Municipio de Columbia, Municipio de Grady, Municipio de Holly, Municipio de Long Creek, Municipio de Rocky Point, Municipio de Topsail y Municipio de Union.

### Condados adyacentes
- Condado de Duplin norte
- Condado de Onslow noreste
- Condado de New Hanover sur
- Condado de Brunswick sursudoeste
- Condado de Columbus suroeste
- Condado de Bladen oeste
- Condado de Sampson noroeste

## Demografía
En el 2000 la renta per cápita promedia del condado era de $35 902, y el ingreso promedio para una familia era de $41 633. El ingreso per cápita para el condado era de $17 882. En 2000 los hombres tenían un ingreso per cápita de $31 424 contra $21 623 para las mujeres. Alrededor del 13.60% de la población estaba bajo el umbral de pobreza nacional.

## Lugares

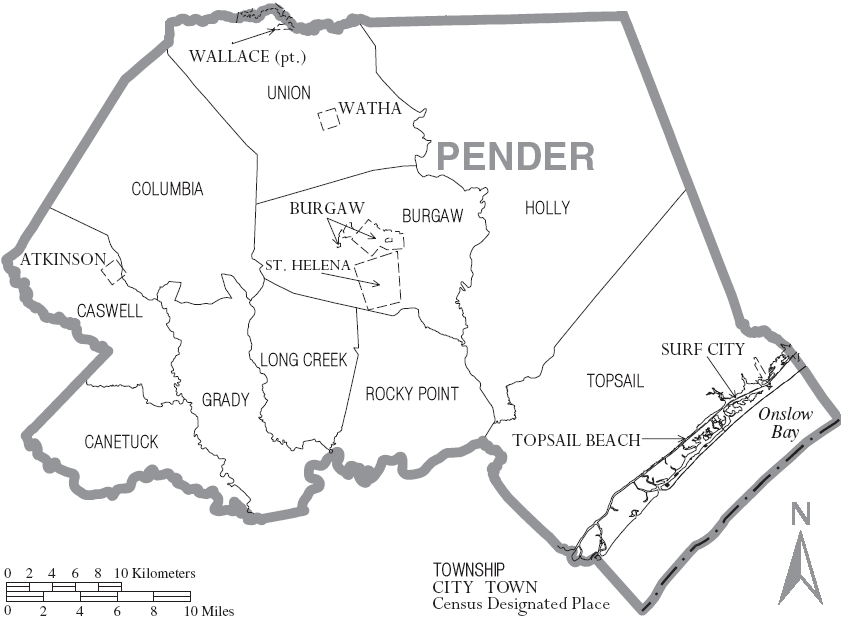
Mapa del Condado de Pender en Carolina del Norte con sus municipios

### Ciudades y pueblos
- Atkinson
- Burgaw
- St. Helena
- Surf City
- Topsail Beach
- Watha

### Comunidades no incorporadas
- Charity
- Currie
- Hampstead
- Montague
- Murphey
- Register
- Rocky Point
- Sloop Point
- Yamacraw